# Torben Hede Pedersen
Torben Hede Pedersen (13. juli 1937 – 4. april 2000) var en dansk embedsmand.
Han var den første rigsombudsmand i Grønland, da Grønlands Landsting tog over for Grønlands Landsråd. Han havde denne stilling fra 1. maj 1979 til 13. juli 1992.

## Biografi
Pedersen var uddannet cand. jur. (1962), og havde job med grønlands anliggender det meste af sit liv. Han arbejdede først i politiet i Nakskov i tre år, før han i 1966 fik job i Ministeriet for Grønland. Året efter blev han fulmægtig ved Landshøvdingen, som var Landsrådets leder. Han har arbejdet i Grønlandsministeriet og De Grønlandske Kommuners Landsforening (KANUKOKA), før han blev rigsombudsmand.
Han har kæmpet for Grønlands selvstændighed, og blev tildelt Nersornaat, Grønlands Hjemmestyres fortjenstmedalje. 
|  | Artiklen om Torben Hede Pedersen kan blive bedre, hvis der indsættes et (bedre) billede Du kan hjælpe ved at afsøge Wikimedia Commons for et passende billede eller uploade et godt billede til Wikimedia Commons iht. de tilladte licenser og indsætte det i artiklen. |